# Шопов, Стефан
Стефан Шопов (род. 7 октября 1982) — болгарский самбист и дзюдоист, чемпион (2003—2005, 2009, 2012), серебряный (2011) и бронзовый (2002, 2010) призёр чемпионатов Болгарии по дзюдо, чемпион (2006), серебряный (2003, 2004, 2007) и бронзовый (2005) призёр чемпионатов Европы по самбо, бронзовый призёр чемпионатов мира по самбо 2005—2007 и 2009 годов, победитель этапа Кубка мира по самбо 2007 года. Участвовал в чемпионатах Европы 2008 и 2009 годов, где стал пятым. Такой же результат он показал на чемпионате мира по самбо 2004 года в Кишинёве. По самбо выступал в первой полусредней (до 68 кг) и второй полусредней (до 74 кг) весовых категориях.

## Чемпионаты Болгарии
- Чемпионат Болгарии по дзюдо 2002 года — ;
- Чемпионат Болгарии по дзюдо 2003 года — ;
- Чемпионат Болгарии по дзюдо 2004 года — ;
- Чемпионат Болгарии по дзюдо 2005 года — ;
- Чемпионат Болгарии по дзюдо 2009 года — ;
- Чемпионат Болгарии по дзюдо 2010 года — ;
- Чемпионат Болгарии по дзюдо 2011 года — ;
- Чемпионат Болгарии по дзюдо 2012 года — ;